# 도므어이
도므어이(베트남어: Đỗ Mười, 1917년 2월 2일 ~ 2018년 10월 1일)는 베트남의 정치인이다. 본명은 응우옌주이꽁(Nguyễn Duy Cống).
1988년 6월 22일부터 1991년 8월 9일까지 베트남의 정부수상을 역임했으며, 베트남 공산당 서기장(1991년 6월 27일 ~ 1997년 12월 26일)을 역임했다. 2016년 네덜란드의 핏 더 용 전 총리가 사망함에 따라 "현존하는 세계 최장수 지도자"로 기록되었으며 2017년 100세 생일을 맞이하였다.
2018년 10월 1일, 베트남의 수도 하노이에 있는 군중앙병원에서 101세를 일기로 숨졌다.